# Västra Rönnskär, Borgå
Västra Rönnskär är öar i Finland. De ligger i Finska viken och i kommunen Borgå i landskapet Nyland, i den södra delen av landet. Öarna ligger omkring 48 kilometer öster om Helsingfors.
Arean för den av öarna koordinaterna pekar på är 1,6 hektar och dess största längd är 180 meter i öst-västlig riktning. Närmaste större samhälle är Borgå, 18,1 km norr om Västra Rönnskär.